# Франксо
Франксо (фр. Franxault) насеље је и општина у источном делу централне Француске у региону Бургоња, у департману Златна обала која припада префектури Дижон.
По подацима из 2011. године у општини је живело 422 становника, а густина насељености је износила 34,25 становника/km². Општина се простире на површини од 12,32 km². Налази се на средњој надморској висини од 184 метара (максималној 194 m, а минималној 178 m).

## Демографија
| 1962. | 1968. | 1975. | 1982. | 1990. | 1999. | 2011. |
| ----- | ----- | ----- | ----- | ----- | ----- | ----- |
| 291   | 317   | 296   | 359   | 385   | 389   | 422   |

График промене броја становника у току последњих година